# Txervónets

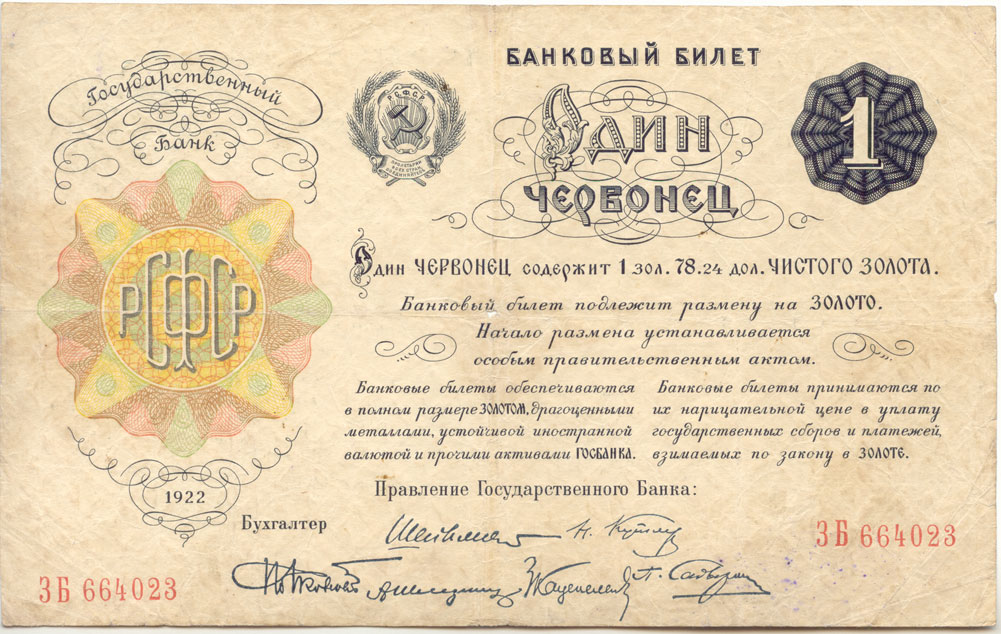
Txervónets, 1922.

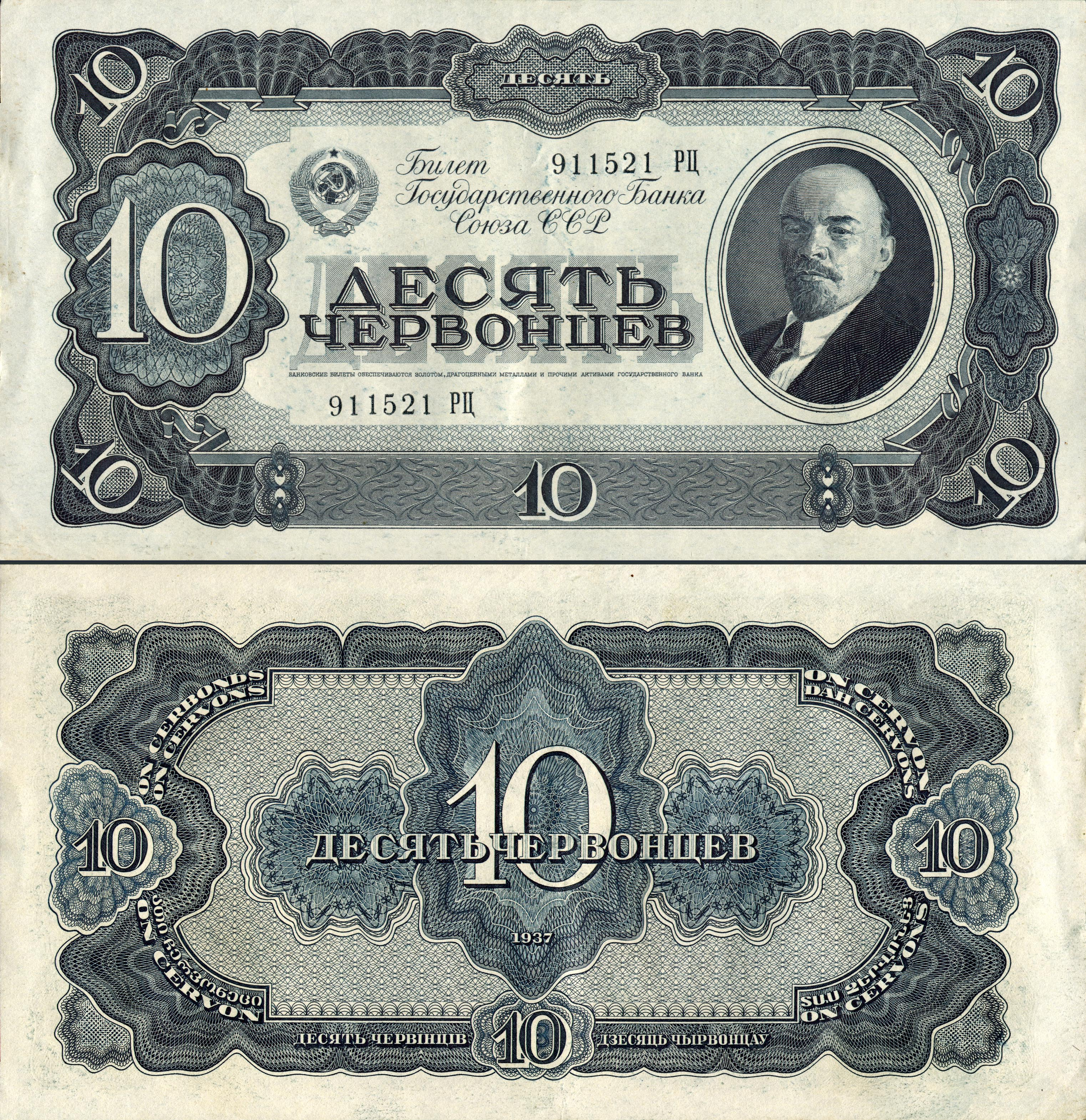
Billet de 10 txervónets, 1937, amb el retrat de Lenin.

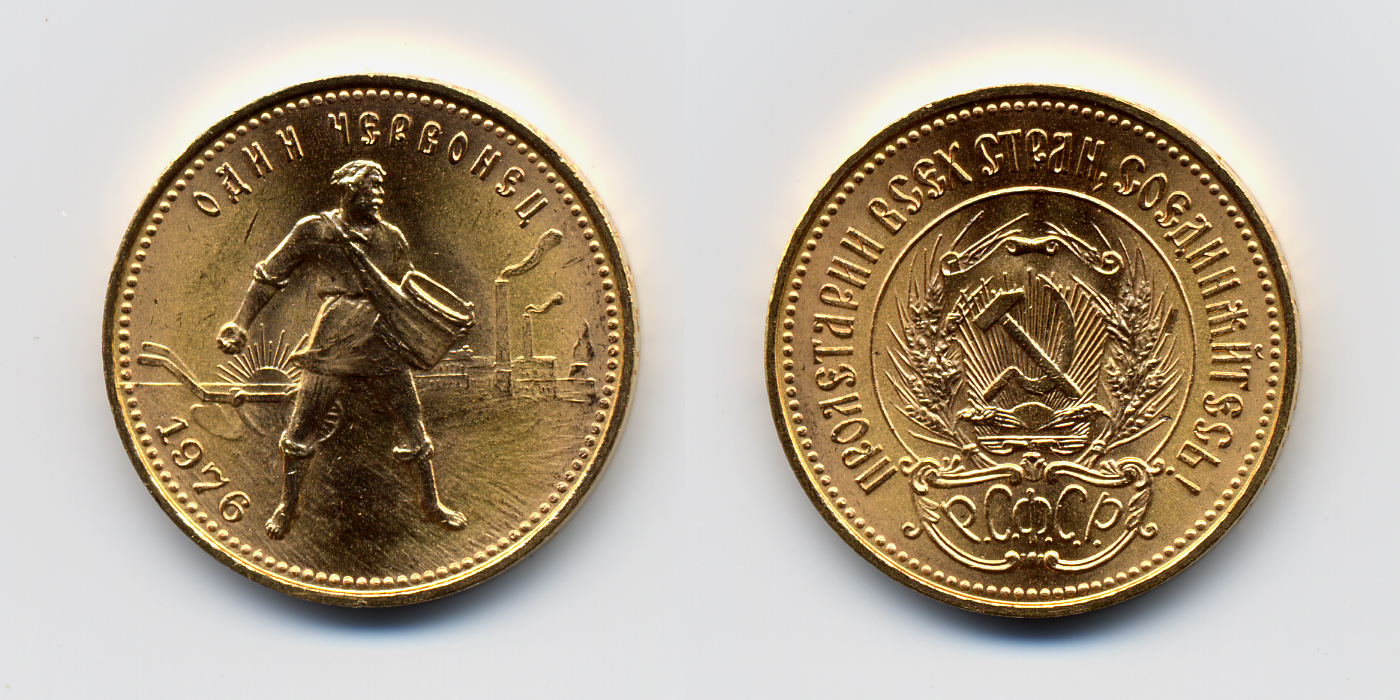
Txervónets d'or, 1976.

Els Txervónets (en rus: черво́нец, plural: червонцы) van ser l'antiga unitat monetària de l'Imperi Rus i la Unió Soviètica. En els temps diversos, els txervónets van ser iguals a una suma diferent al ruble. El nom va ser derivat de червонное золото, que en rus es refereix a or pur que té un to vermellós. Des del segle xix la paraula txervónets s'usa a més a més popularment per referir-se a un bitllet de valor 10 unitats monetàries, ja siguin rubles russos, dòlars, euros, etc.
Abans del regne de Pere I de Rússia els txervónets van ser el nom per a diverses monedes d'or estrangeres que circulaven a Rússia, la majoria ducats i sequins alemanys. L'any 1701 les primeres monedes d'or, txervónets, van ser introduïdes amb la mateixa massa (3,47 g) i aliatge (.986) que el ducat. Els txervónets van ser usats fins al 1757 quan van ser desplaçats pel ruble d'or (amb menor aliatge) i falsificacions del ducat holandès, el qual va proveir completament una necessitat al comerç de les monedes d'or.
El 1922 el govern Soviètic va introduir una nova denominació amb el nom de txervónets per parar la hiperinflació i refrenar a l'estàndard dels diners durant la guerra civil russa. Durant aquest temps diverses denominacions van circular, per exemple el ruble imperial, kerenki, sovznaki, etc. Les monedes d'or van ser molt usades (8,6 g.,.900 aliatge) a les borses d'acció estrangera. Els txervónets van fer la NEP possible i abans de la industrialització el seu valor va pujar a 10 rubles, i la producció de monedes d'or va cessar.
El 1937, el retrat de Lenin va aparèixer als bitllets de txervónets. Van ser suspesos en acabat la reforma monetària el 1947. Una llarga porció de txervónets d'or van ser usats novament abans i després dels Jocs Olímpics d'Estiu de 1980 com a records i operacions de comerç.